# Gunnel Ahlin

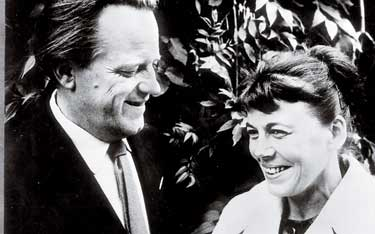
Lars Ahlin, Gunnel Ahlin, 1960.

Gunnel Maria Ahlin (geb. Hellman, * 1. Juni 1918 in Orsa församling, Dalarna; †  7. Januar 2007 in Stockholm) war eine schwedische Schriftstellerin.
Ihre Eltern waren der Rektor John Hellman und seine Frau Aina Albihn. 1946 heiratete sie Lars Ahlin, und sie hatte einen Sohn, den Astronomen Per Ahlin.

## Werke
- Röster en sommar, 1960
- Här dansar, 1962
- Puls, 1964
- Refuge, 1967
- Hannibal sonen, 1974
- Hannibal segraren, 1982
- Lars Ahlin växer upp, 2001
- Nu ska vi ta pulsen på världen, 2005

## Ehrungen/Preis
- 1982 – Kellgrenpriset
- 1983 – Aniarapriset
- 2001 – De Nios Vinterpris
- 2002 – Birger Schöldströms pris